# 即溶湯

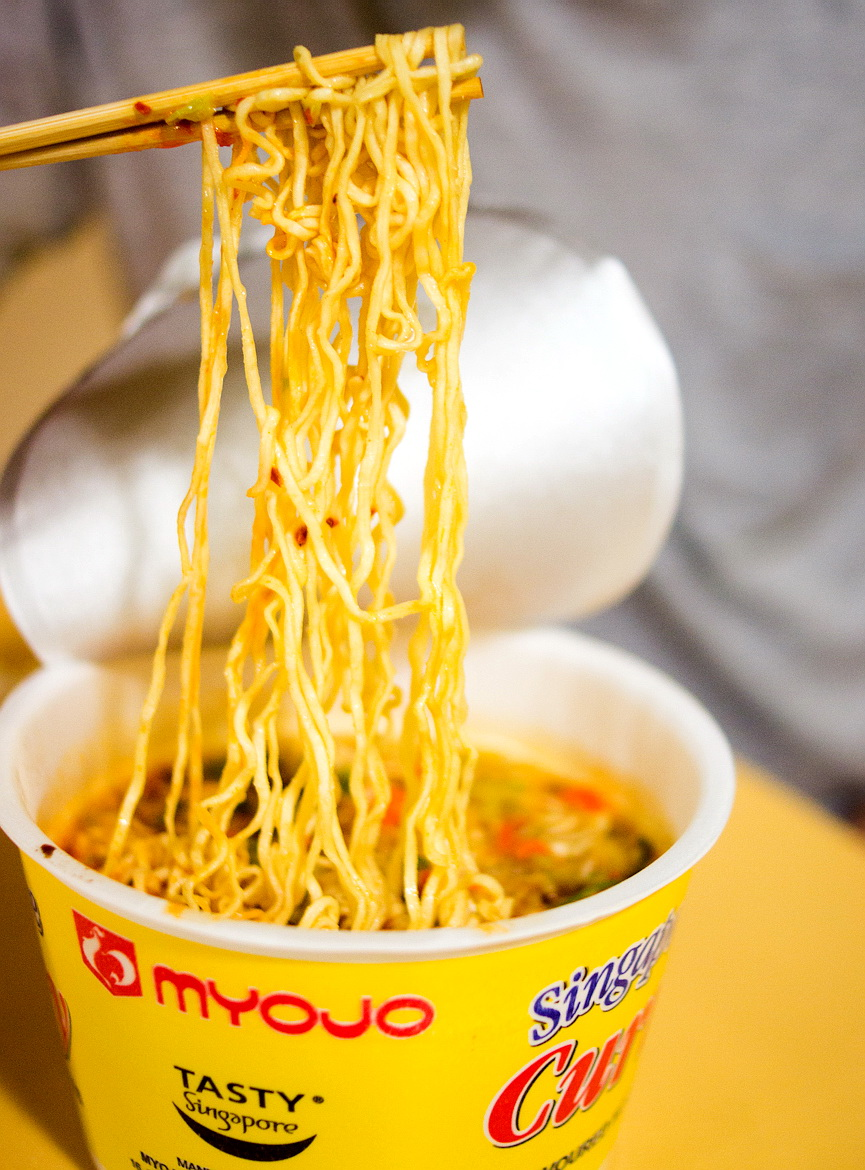
新加坡速食面

即溶湯（英語：Instant soup）是一種專門設計於快速簡單準備的汤。有些是自製的，有些則是在产业上大量生產並以各種方式加以保存。